# Tripelententen
Tripelententen (fra fransk entente, "aftale") var en løs aftale mellem Storbritannien, Frankrig og Rusland efter underskrivelsen af den Britisk-russiske Entente i 1907. Alliancen mellem de tre magter udviklede sig gennem forskellige aftaler med Japan, USA og Spanien til en stærk modvægt mod Tripelalliancen, som bestod af Det tyske kejserrige, Østrig-Ungarn og Italien, hvoraf Italien dog havde indgået en hemmelig aftale med Frankrig, som faktisk ophævede landets allianceaftaler.
I første omgang indgik Frankrig og Rusland i 1892 en aftale, der var ment som en modvægt mod alliancen mellem Tyskland og Østrig-Ungarn. Det betød, at Tyskland i tilfælde af krig ville blive tvunget til at kæmpe en tofrontskrig og gav dermed de to stormagter en væsentlig forøget sikkerhed. Tyskland havde dog i 1887 indgået en aftale med Rusland, som garanterede, at landene ikke ville angribe hinanden, hvis der udbrød krig i Europa, hvilket komplicerede billedet.
Storbritannien havde endnu i 1890'erne interessekonflikter med Frankrig om udstrækningen af de to imperiemagters kolonier i Nordafrika, og mellem Storbritannien og Rusland var der modsætninger i Centralasien (Afghanistan), hvor den russiske fremtrængen mod syd stødte mod den britiske ekspansion fra Indien mod nord og vest. I 1904 nåede Frankrig og Storbritannien frem til en forståelse om afgrænsningen af deres interesser i Nordafrika, og de to lande underskrev en fælles erklæring om deres Entente Cordial (hjertelige forståelse) i 1904. På samme måde nåede Storbritannien og Rusland også frem til en forståelse i 1907.
At Storbritannien nærmede sig Frankrig og Rusland var motiveret af Tysklands stærkt voksende militære styrke. Tyskland var blevet Europas stærkeste landmilitære magt, og Storbritanniens traditionelle politik var at forebygge, at én magt kom til at dominere på det europæiske kontinent. Den anden grund var tysklands betydelige flådeoprustning, som på lang sigt kunne udfordre Storbritanniens dominans på verdenshavene og dermed blive en trussel mod forbindelserne mellem Storbritannien og dets globale imperium.